# Tertulle

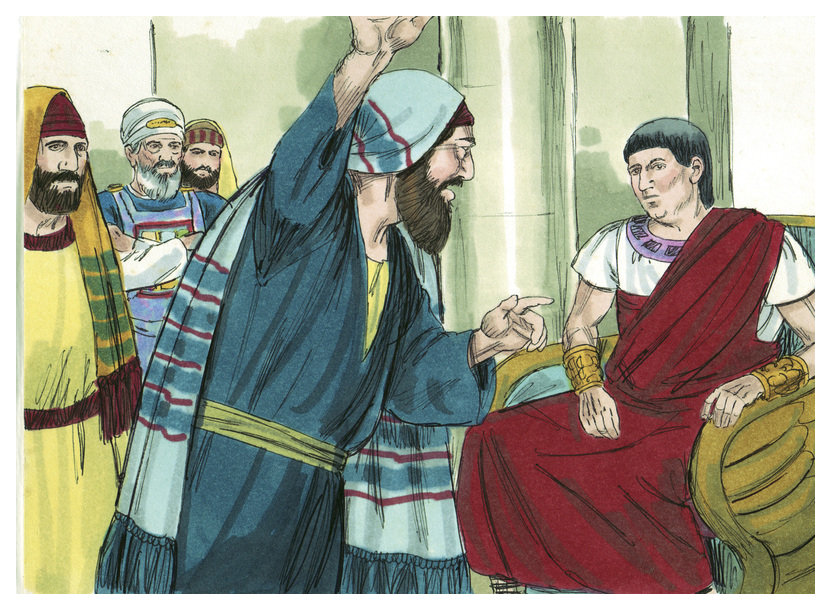
Illustration du chapitre 24 des Actes des Apôtres.

Tertulle, était un orateur juif, qui apparaît dans les Actes des Apôtres, ch. 24.
Tertulle est arrivé à Césarée avec le souverain sacrificateur Ananias Nedebaios, et des anciens du peuple, et représenta Paul à Félix comme une peste publique. Il accusait l'apôtre Paul devant le gouverneur Antonius Félix, d'être un des chefs de la secte séditieuse des nazaréens, c'est-à-dire des chrétiens. Tertulle était un orateur juif qui apparaît dans les Actes des Apôtres. Il est le premier individu à utiliser le terme "« Nazaréens »" pour décrire la communauté chrétienne. Il considérait que le terme « chrétien » n'était pas acceptable, puisque le terme implique l'acceptation que Jésus de Nazareth était le Christ.